# U-Bahnhof Pasco

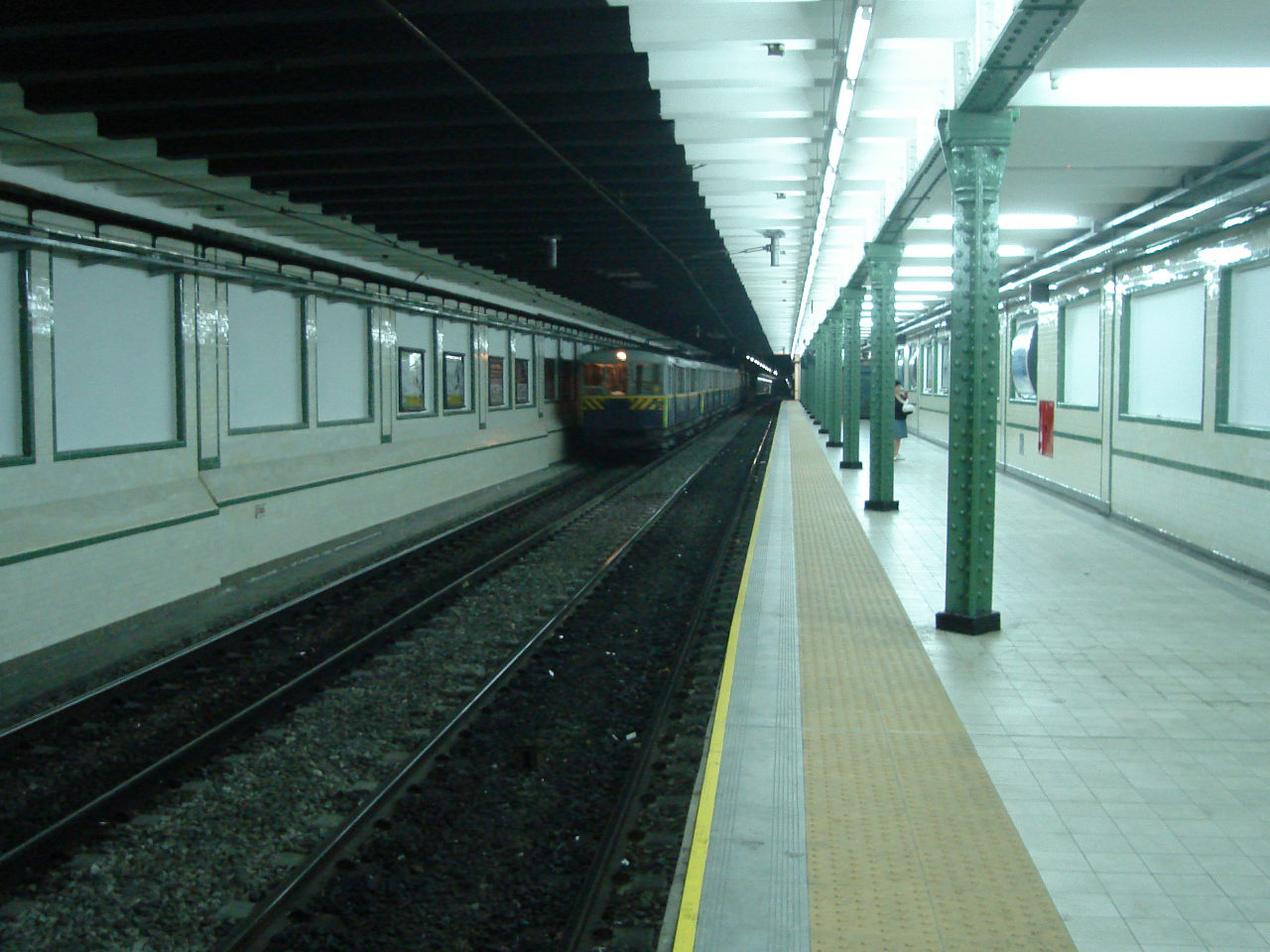
Blick auf den Seitenbahnsteig des U-Bahnhofes

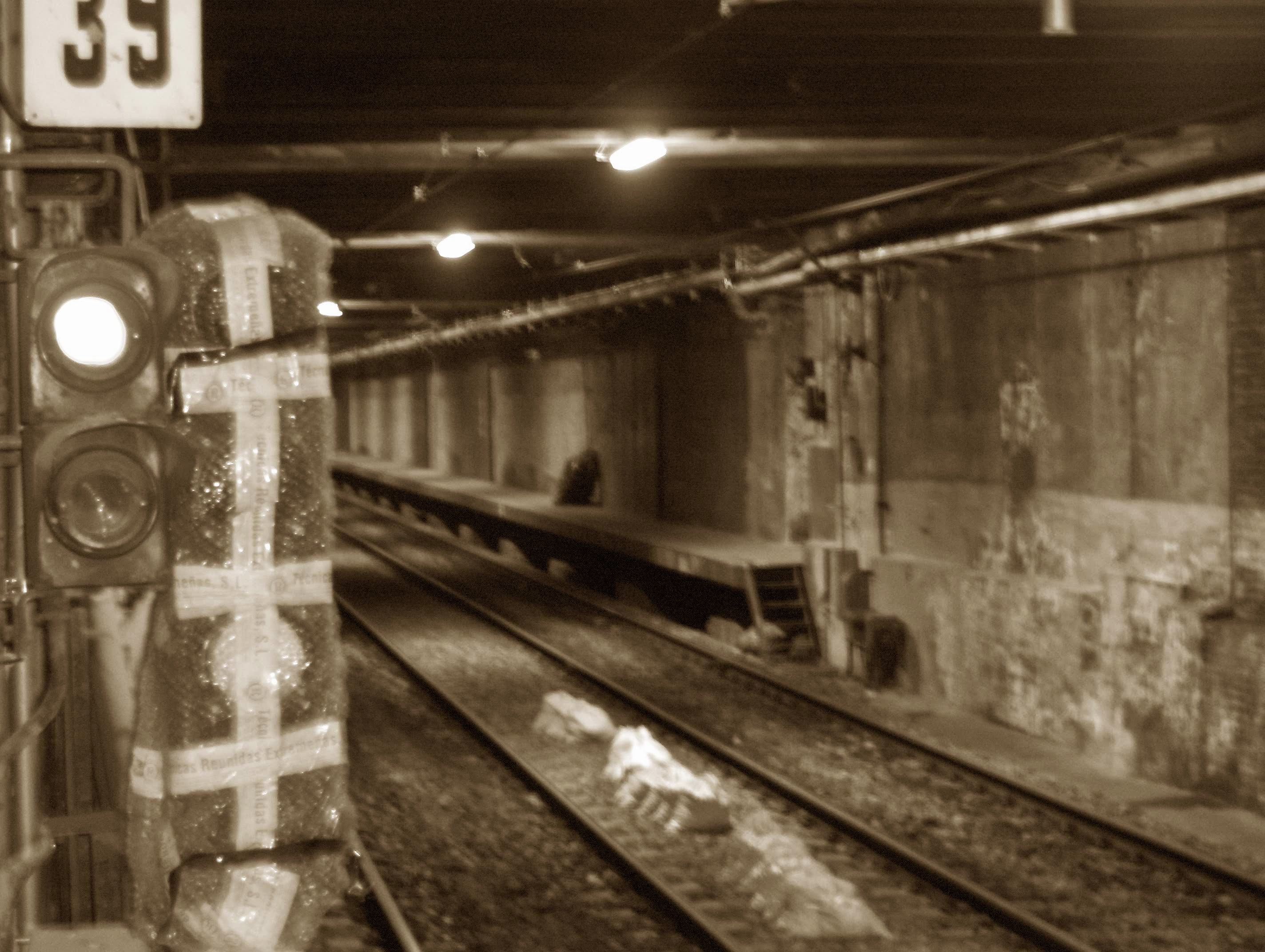
Noch existierende Bahnsteigkante des 1951 geschlossenen Bahnsteiges für Züge gen Westen

Der U-Bahnhof Pasco ist eine Station der Linie A der Subterráneos de Buenos Aires und ist Teil des Abschnittes Plaza de Mayo–Plaza Miserere, der als Erster des Netzes am 1. Dezember 1913 eröffnet wurde. Der U-Bahnhof befindet sich unterhalb der Avenida Rivadavia zwischen den Straßen Calle Presidente José Evaristo Uriburu/Calle Pasco und Calle Junín/Calle Rincón. Benannt ist der Bahnhof nach der Schlacht beim Hügel von Pasco (Batalla de Cerro de Pasco) im Jahr 1820 während des peruanischen Unabhängigkeitskrieges. Der Bahnhof besitzt nur einen Bahnsteig für Züge in Richtung Osten, sprich Plaza de Mayo.

## Geschichte
Der U-Bahnhof Pasco wurde gemeinsam mit dem Abschnitt zwischen der Plaza de Mayo und der Plaza Miserere am 1. Dezember 1913 in Betrieb genommen. Der Bahnhof hatte bei seiner Eröffnung die üblichen Seitenbahnsteige für Züge in beide Richtungen, wobei diese aufgrund der Verengung der Avenida Rivadavia einige Meter voneinander versetzt lagen. Die Wände waren und sind bis heute weiß gefliest, Säulen und Zierleisten sind grün lackiert.
Am 6. August 1953 schloss die Betreibergesellschaft den Bahnsteig für Züge in Richtung Westen, sodass die Züge heute an der noch existierenden Bahnsteigkante vorbeifahren. Über die Motive der Schließung wird bis heute spekuliert. Als einer der Hauptgründe gilt der kurze Abstand zum nächsten Bahnhof Alberti, dessen Bahnsteige ebenfalls versetzt lagen, sodass bereits kurz nach der Anfahrt eines U-Bahnzuges die Bremsung eingeleitet werden musste. Ein Bombenanschlag vor dem Casa de Pueblo, dem früheren Sitzung der sozialistischen Partei, nährte Spekulation über zu aufwändige Reparaturen als Grund für die Schließung. Es wird vermutet, dass der Bahnsteig heute als Lager genutzt wird. Die Zugänge wurden entfernt und mit Gittern verschlossen und sind bis heute noch erkenntlich. Aufgrund der nicht geklärten Umstände der Schließung entstanden diesbezüglich zahlreiche urbane Mythen.
1997 wurde der U-Bahnhof als nationales historisches Denkmal (monumento histórico nacional) eingestuft.

## Anbindung
Am U-Bahnhof bestehen Umsteigemöglichkeit zu zahlreichen Bussen (colectivos).
| Linie | Verlauf |
| ----- | --- |
|       | Plaza de Mayo – Perú – Piedras – Lima – Sáenz Peña – Congreso – Pasco – Alberti – Plaza Miserere – Loria – Castro Barros – Río de Janeiro – Acoyte – Primera Junta – Puán – Carabobo – San José de Flores – San Pedrito |